# سفارة كازاخستان في ألمانيا
سفارة كازاخستان في ألمانيا هي أرفع تمثيل دبلوماسي لدولة كازاخستان لدى ألمانيا. تقع السفارة في برلين وهي تهدف لتعزيز المصالح الكازاخستانية في ألمانيا.

## وصلات خارجية
- الموقع الرسمي
- قائمة سفارات كازاخستان
- قائمة السفارات في ألمانيا